# Hydro Thunder
Hydro Thunder é um jogo eletrônico de corrida de lanchas produzido pela Midway Games originalmente para arcade em 1999, e a partir do ano seguinte para outras plataformas como Sega Dreamcast, Nintendo 64 e Microsoft Windows, e posteriormente em 2005 fazendo parte da coletânia Midway Arcade Treasures 3 para PlayStation 2, GameCube e Xbox.